# لتیسیا دوش
لتیسیا دوش (فرانسوی: Lætitia Dosch‎؛ فرانسوی: [lɛtisja dɔʃ]؛ زادهٔ ۱ سپتامبر ۱۹۸۰) بازیگر اهل فرانسه است.
از فیلم‌ها یا برنامه‌های تلویزیونی که وی در آن نقش داشته‌است می‌توان به عصر وحشت و زن جوان اشاره کرد.